# كيتاغالانيون

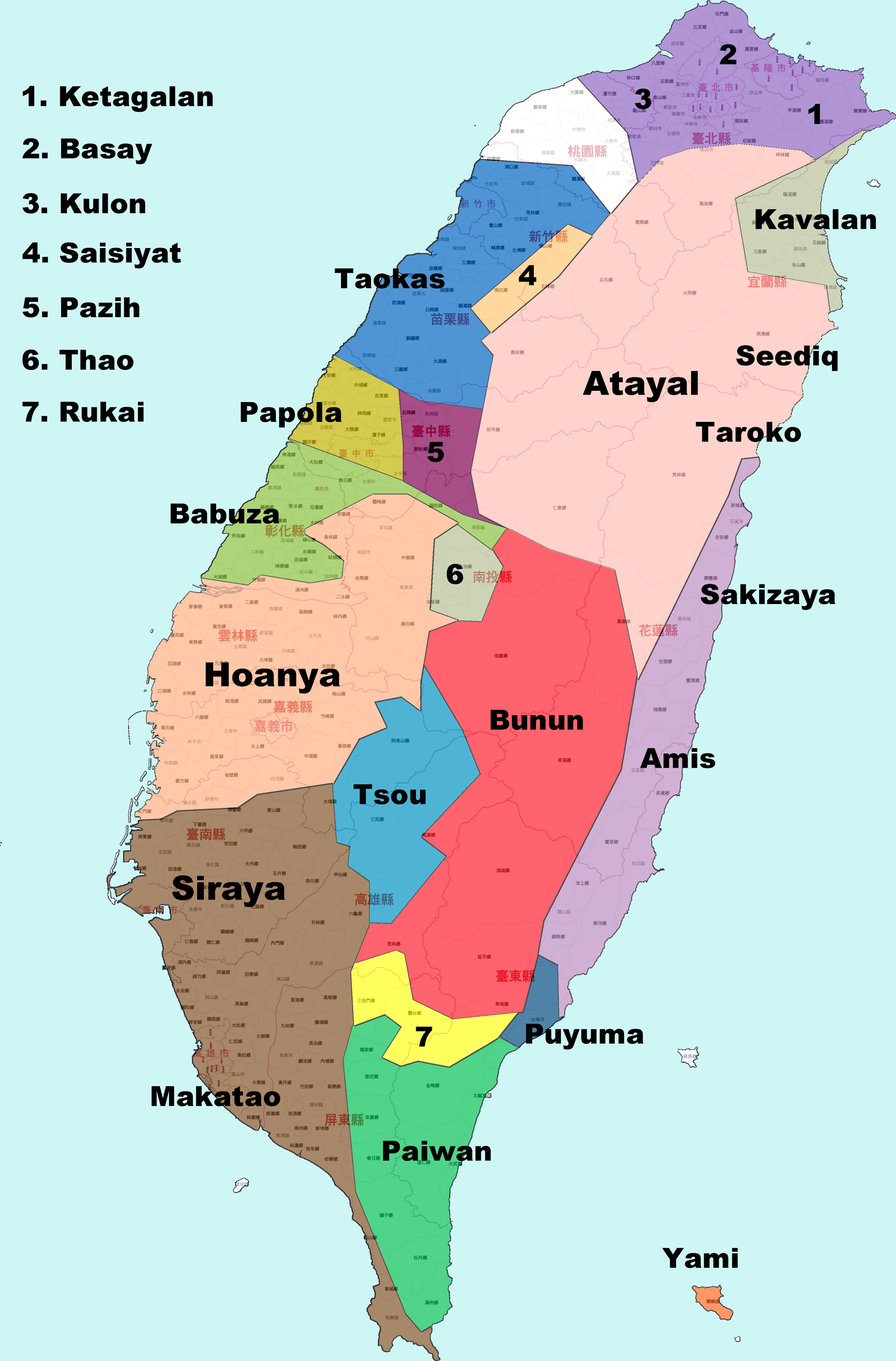
يعيش السكان الأصليون في شمال تايوان.

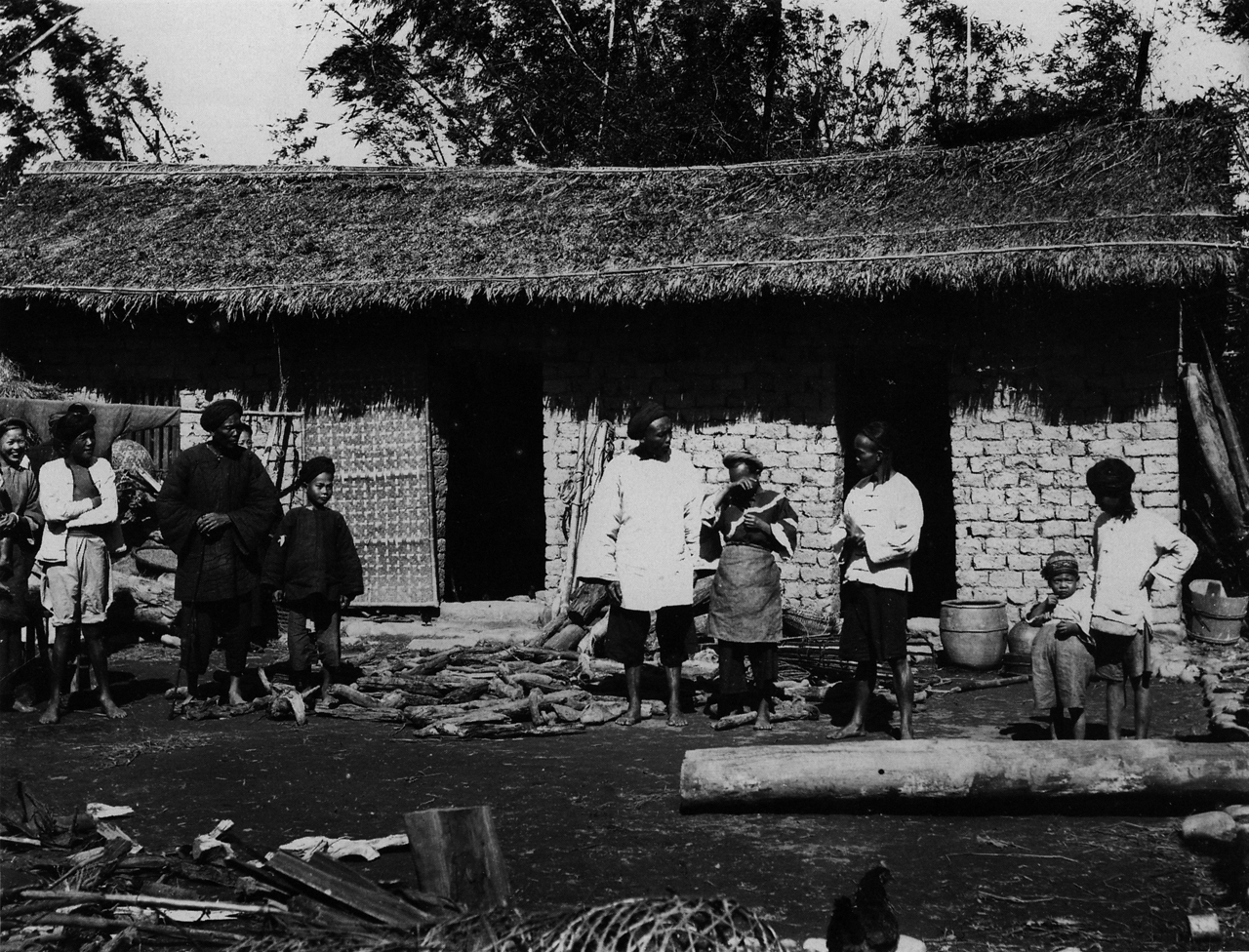
صورة لبعض السكان الأصليين.

الكيتاغالانيون (بالإنجليزية: Ketagalan، بالصينية: 凱達格蘭族، وتُلفظ Kǎidágélán Zú) هم من سكان تايوان الأصليون والذين اتخذوا من ما يُعرف الآن بحوض تايبيه وهي منطقة جغرافية تقع شمالي جزيرة تايوان ضمن حدود مدينة تايبيه وتايبيه الجديدة. وتعتبر لغتهم ميتة وغير مستخدمة.
في ال 21 من مارس من عام 1996، تمت إعادة تسمية الشارع المقابل لمبنى الرئاسة من شارع تشانغ كاي شيك (介壽路) إلى شارع الكيتاغالان (凱達格蘭大道)، وتمنع الإشارات ركاب الدراجات النارية والهوائية من عبور الشارع (وهي كثيرة في تايوان). يتواجد المركز الثقافي للسكان الأصليين في مقاطعة بايتو في مدينة تايبيه.
يقدر عدد السكان الأصليون، بناءً على إحصائية أُجريت عام 2015 ب 530 ألف نسمة، أو ما يعادل 2% من مجموع نسبة السكان آنذاك.